# 밥 돌만
밥 돌만(Bob Dolman, 1949년 4월 5일 ~ )은 캐나다의 영화 감독, 각본가, 배우, 영화 프로듀서, 텔레비전 배우이다.
토론토에서 태어났다.

## 영화
- 구운 벌레 먹는 법 (2006년)
- 와일드 클럽 (2002년)
- 파 앤드 어웨이 (1992년)
- 윌로우 (1988년)
- SCTV 네트워크 90 (1981년)

## 드라마
- 윌로우 (2022 ~ 2023)